# Louis Ménard
Louis-Nicolas Ménard (París, 19 de octubre de 1822-9 de febrero de 1901) fue un escritor y poeta francés.

## Biografía
Fue compañero de clase de Baudelaire en el Liceo Louis-le-Grand, y quien le inició en el consumo del hachís (experiencias que ambos continuarían después, formando parte del Club des Hachichins). Tras publicar en 1843 el libro "Prometeo liberado" bajo el seudónimo de Luis de Senneville, se interesó en la química. Descubriendo el colodión en 1846, y presentándolo en la Academia de Ciencias.
Durante la revolución de 1848, publicó un libro que le valió ser amenazado con la cárcel y obligado a exiliarse a Londres y Bruselas. Durante este exilio conoció a Karl Marx y se interesó en la antigüedad griega y la poesía. De regreso a París tras la amnistía de 1852, publicó una primera colección de poemas en 1855, en la que (como su amigo Leconte de Lisle con sus poesías), trató de hacer revivir el espíritu de la época precristiana. También participaría en las dos primeras antologías de Le Parnasse Contemporain (1866 y 1869), con 6 y 7 poemas, respectivamente. En 1867 vio la luz su traducción de Hermes Trimegisto. En 1876 publicó su libro más notable, les Rêveries d'un païen mystique (las ensoñaciones de un pagano místico), que combina la poesía y la filosofía mística, y que tuvo una gran influencia en algunos de sus contemporáneos. 
Consciente de sus limitaciones se convirtió en pintor en los años siguientes, y costeó los pintores de la Escuela de Barbizon. En 1887 se convirtió en profesor en la Escuela de Artes Decorativas, y en 1895 profesor de historia universal en el Hôtel de Ville. En sus últimos años trató de reformar la ortografía.

## Obra
- Prométhée délivré, 1844 (bajo el seudónimo de Louis de Senneville).
- Prologue d'une révolution, février-juin 1848, Paris, Au bureau du peuple, 1849 (bajo el seudónimo de Louis de Senneville).
- Poèmes. 1855
- De sacra poesi graecorum. 1860
- La morale avant les philosophes. 1860
- Le Polythéisme hellénique. 1863
- Éros, étude sur la symbolique du désir. 1872
- Catéchisme religieux des Libres-penseurs. 1875
- Rêveries d'un païen mystique. 1876
- Histoire des anciens peuples de l'Orient. 1882
- Histoire des Israélites d'après l'exégèse biblique. 1883
- Histoire des Grecs. 1884-1886
- Lettres d’un mort. Opinions d'un païen sur la société moderne. 1895
- Les Oracles. 1897
- Poèmes et Rèveries d'un paien mistique. 1896
- Prologue d'une révolution, La Fabrique (reedición moderna). 2007